# Liste der Baudenkmale in Kremmin
In der Liste der Baudenkmale in Kremmin sind alle Baudenkmale der Gemeinde Kremmin (Landkreis Ludwigslust-Parchim) und ihrer Ortsteile aufgelistet (Stand: Januar 2021).

## Beckentin
| ID | Lage                          | Bezeichnung    | Beschreibung | Bild           |
| -- | ----------------------------- | -------------- | ------------ | -------------- |
|    | Straße der Einheit 5 (Karte)  | ehem. Gutshaus |              | ehem. Gutshaus |
|    | Straße der Einheit 13 (Karte) | Wohnhaus/Stall |              |                |

## Kremmin
| ID | Lage                      | Bezeichnung                                                | Beschreibung | Bild         |
| -- | ------------------------- | ---------------------------------------------------------- | ------------ | ------------ |
|    | Grabower Straße 2 (Karte) | Chausseehaus                                               |              | Chausseehaus |
|    | Friedhof (Karte)          | Gefallenendenkmal 1914/1918, auf dem Friedhof/Lindenstraße |              |              |
|    | Lindenstraße 10 (Karte)   | Wohnhaus                                                   |              |              |
|    |                           | Kirche, Glocke                                             |              |              |
|    | Rosenstraße 22 (Karte)    | Forsthof mit Stallscheune und Scheune                      |              |              |

## Kremmin-Ausbau
| ID | Lage           | Bezeichnung | Beschreibung | Bild        |
| -- | -------------- | ----------- | ------------ | ----------- |
|    | Bundesstraße 5 | Meilenstein |              | Meilenstein |